# Гребнев, Лука Арефьевич
Лука Арефьевич Гребнев  (1867—1932) — русский иконописец, издатель, старообрядец («федосеевец») духовный писатель.
Данные о его жизни и деятельности до начала XX века отсутствуют. Одним из первых о Луке Гребневе сообщил просвещённому миру писатель-краевед Е. Д. Петряев, рассказавший о нём в своей вятской книге «Литературные находки», вышедшей в Кирове в 1966 году.

## Биография
Родился в деревне Дергачи Уржумского уезда Вятской губернии в 1867 году (по другим данным — в 1868 году) в семье крестьян-старообрядцев. В семье, кроме Луки, были ещё дети — Иуда, Прасковья, Дарья и Мария.
Известно, что в 1899 году Гребнев организовал в деревне Старая Тушка типографию, первые оттиски которой вышли 20 декабря 1899 года.
Помимо типографского дела, Лука Гребнев пробовал свои силы в фотографии. Вместе с братом они построили большой дом (сохранившийся до настоящего времени), где одна из комнат была расписана самим Гребневым (стены и потолок). В 1907—1908 годах он работал в Москве в типографии Г. К. Горбунова — фабриканта, главного попечителя и председателя комитета Преображенского прихода старопоморского благочестия. Также он находился в дружеских отношениях с Д. Д. Крупиным, владельцем типографии в Москве. В фондах Лаборатории археографических исследований Уральского государственного университета имеется фотография, на которой изображены Лука Гребнев, его жена Елена Трофимовна и Дмитрий Дмитриевич Крупин (на Нижегородской ярмарке 20 августа 1904 года).
В середине 1910-х годов Лука Арефьевич перестал заниматься книгопечатанием. Он занялся иконописью и литьём различной церковной и бытовой мелочи, в чём ему помогал сын Фома. В августе 1917 года, как староста старообрядческой общины, он был избран делегатом на проходивший в Москве Всероссийский съезд поморцев. После Октябрьской революции пытался сотрудничать с советской властью, желая в новых условиях продолжать просветительскую деятельность. Принимал также участие в создании и работе Ново-Тушкинского сельского краеведческого музея, организованного в 1921 году. Л. А. Гребнев передал музею шрифты, инструменты и книги из своей библиотеки. В 1924 году он получил благодарность от властей «за содействие местному музею и за пожертвование многих ценных древнерукописных и первопечатных книг».
В 1930 году Лука Арефьевич был раскулачен, в 1931 году арестован, но освобождён после месячного нахождения в тюрьме. С октября 1931 года стал служителем культа в поморской общине старообрядцев. 14 мая 1932 года снова был арестован по обвинению в создании и руководстве «контрреволюционной организацией старообрядцев-поморцев», приговорён к трём годам ссылки.
Умер в 1932 году в Котласе по пути следования на поселение.
В 1923 году его сын Фома женился на уроженке деревни Шорино Уржумского уезда — Анне Ивановне Тимшиной. В 1925 году у них родился сын Доримент, в 1928 году — дочь Агния, в 1929 году —  Анфиса.
Известные биографические данные о Луке Арефьевиче Гребневе и его семье изложены в научных статьях доцента Кировского гуманитарного университета — Семибратова Владимира Константиновича, члена Союза писателей и Союза журналистов России.